# Symfonie nr. 95 (Haydn)
De Symfonie nr. 95 is een symfonie van Joseph Haydn, voltooid in 1791. Het is de derde uit zijn Londense symfonieënreeks, die hij componeerde naar aanleiding van 2 bezoeken aan Londen. Het werd voor het eerst uitgevoerd in 1791 in de Hanover Square Rooms in Londen. Het is de enige symfonie uit zijn Londense symfonieënreeks die gecomponeerd is in kleine terts.

## Bezetting
- 2 fluiten
- 2 hobo's
- 2 fagotten
- 2 hoorns
- 2 trompetten
- Pauken
- Strijkers

## Delen
Het werk bestaat uit vier delen:
1. Allegro moderato
2. Andante
3. Menuetto (het trio is hier een solo voor de celli)
4. Finale: Vivace